# Aicardo Antimiani
Aicardo Antimiani OFM (* im 13. Jahrhundert in Novara; † 10. August 1339 in Mailand, auch Aicardo da Camodeia) war von 1317 bis zu seinem Tod römisch-katholischer Erzbischof von Mailand. Seine Amtszeit war geprägt von Konflikten mit der Familie Visconti, infolge derer er zeitweise die Herrschaft im Erzbistum Mailand verlor und sich nicht in Mailand aufhalten konnte.

## Leben
Antimiani entstammte einer Adelsfamilie aus Novara und trat dem Franziskanerorden bei. Nach 1310 ernannte ihn der Erzbischof von Mailand Cassone della Torre zum Prokurator der Diözesankurie.
Nach dem Tod des Erzbischofs ernannte ihn Papst Johannes XXII. 1317 zum neuen Erzbischof von Mailand, die Bischofsweihe empfing Antimiani am 28. September 1317 in Avignon. Schon zu Beginn seiner Amtszeit geriet er in den Machtkampf zwischen dem Papst und Matteo I. Visconti um die Herrschaft über Italien. Um 1320 wurde er von Visconti, dessen Gegner er war, aus Mailand verbannt. Am 19. Februar 1321 exkommunizierte Johannes XXII. Matteo Visconti und berief Antimiani in eine Kommission, die den Prozess gegen ihn vorbereitete. Ende 1321 oder Anfang 1322 übernahm Antimiani die Leitung des Ketzerprozesses, der gegen Visconti und seinen Sohn Galeazzo eingeleitet wurde. Da Matteo Visconti noch 1322 starb, wurde der Prozess gegen Galeazzo Visconti fortgesetzt, der am 12. März 1323 als Ketzer verurteilt wurde.
Antimiani reiste noch im selben Jahr nach Monza, wo er sich bald von den Visconti belagert sah. Die Stadt fiel Ende 1324 an die Visconti, und Antimiani floh nach Piacenza. Wenige Jahre später hatte ein Sohn von Matteo Visconti, Giovanni Visconti, den der von König Ludwig IV. eingesetzte Gegenpapst Nikolaus V. zum Kardinal erhoben hatte, die faktische Herrschaft über das Erzbistum übernommen. Ein Teil des Klerus war Antimiani zwar nach Piacenza gefolgt, doch der Großteil verblieb in Mailand und unterstützte Visconti. Im Jahr 1330 erreichte Johannes XXII. eine Aussöhnung zwischen ihm und den Visconti. Giovanni Visconti übernahm die Leitung des Bistums Novara, ihm flossen jedoch weiter die Einnahmen aus dem Erzbistum Mailand zu, aus denen Antimiani eine Pension erhielt. 
Erst 1337, als sich die Beziehungen zwischen dem neuen Papst Benedikt XII. und Mailand entspannten, verbesserte sich auch seine Position. Benedikt XII. beauftragte ihn, die Dokumente zur Überprüfung des Prozesses gegen Matteo Visconti zu sammeln. Im Juli 1339 konnte er in einem feierlichen Einzug nach Mailand zurückkehren, nachdem er zu Beginn des Jahres den Kontakt in seine Diözese wieder aufgenommen hatte. Nur wenige Tage später erkrankte Aicardo Antimiani und starb noch im August 1339. Beigesetzt wurde er in der Franziskanerkirche San Francesco.